# Pamir Alitshur
Le Grand Pamir, nom courant du Pamir Kalan ou Pamir Tshong, est une vallée fertile du Sud du Haut-Badakhchan au Tadjikistan, dans le Pamir. Elle est située autour des lacs Yashilkul, Bulun-Kul et Sasyk-Kul.